# Daba Shan
Daba Shan (kinesiska: 大巴山) är en bergskedja i Kina. Den ligger i den centrala delen av landet, 1 100 km sydväst om huvudstaden Peking.